# Vlag van Zweeloo

Vlag van Zweeloo
(1988-1998)

De vlag van Zweeloo werd op 14 november 1988 bij raadsbesluit vastgesteld als de gemeentelijke vlag van de Drentse gemeente Zweeloo. De vlag kan als volgt worden beschreven:
Drie horizontale banen groen-geel-groen, in een hoogteverhouding 1:4:1, op de gele baan op 1/3 van de vlaglengte twee concentrische zwarte ringen, elk met een dikte van 7/200 van de vlaghoogte; de ringen met een uitwendige diameter van 80/200 resp. 52/200 van de vlaghoogte; over de ringen heen een rood dubbel slangenkopkruis, met armen waarvan de dikte gelijk is aan 9/200 van de vlaghoogte; de totale hoogte van het slangenkopkruis is gelijk aan 3/5 vlaghoogte.
De vlag toont hetzelfde beeld als het gemeentelijk wapenschild; de groene banen verwijzen naar de uitgang -loo, dat bos betekent. Deze banen onderscheiden de vlag beter zodat geen verwarring kan bestaan met de vlag van Oegstgeest.
In 1998 ging Zweeloo op in de gemeente Coevorden. Hierdoor kwam de gemeentevlag te vervallen.

## Verwant symbool

Wapen van Zweeloo (1938)

Anloo 
· Beilen 
· Borger 
· Dalen 
· Diever 
· Dwingeloo 
· Eelde 
· Gasselte 
· Gieten 
· Havelte 
· Nijeveen 
· Norg 
· Odoorn 
· Oosterhesselen 
· Peize 
· Roden 
· Rolde 
· Ruinen 
· Ruinerwold 
· Schoonebeek 
· Sleen 
· Smilde 
· Vledder 
· Vries 
· Westerbork 
· de Wijk 
· Zuidlaren 
· Zuidwolde 
· Zweeloo